# گیلان در انقلاب مشروطه ایران
اهالی گیلان نقشی اساسی در پیروزی انقلاب مشروطه ایران داشته‌اند. از دلایل اصلی مشارکت گیلانیان در مشروطیت ارتباط آنان با مردم قفقاز و روشنفکران و آزادی‌خواهان قفقاز و گرجی بود. در گیلان دو طبقه دهقانان و خرده بورژوای شهری صنعتگران، پیشه‌وران و تاجران خرد به‌عنوان نیروهای پیشران انقلاب مشروطه برجسته‌اند و همپیمانی این دو، نشان یک جنبش رادیکال در کرانه‌های جنوبی دریای خزر بود. شرکت دهقانان در ائتلاف انقلابی گیلان مشخصه منحصر به فرد جنبش مشروطه در این ولایت را رقم زد.

## پیش‌زمینه
مقاومت دهقانی در منطقه خزر قدمت‌دار است و جغرافیای منطقه به آن کمک کرده. این منطقه که ارتفاعات البرز آن را از بقیه ایران جدا کرده، خانه قهرمانان اسطوره ایرانی است. ساکنان آن اغلب سرسختانه برای حفظ استقلال خود در برابر تهدیدات داخلی و خارجی تقلا می‌کردند. تلاش ناموفق پتر کبیر برای اشغال گیلان بین ۱۷۲۳ و ۱۷۳۲ تا حدی به خاطر اقلیم ناپذیرای آن شکست خورد. یک قرن بعد، در مراحل اولیه جنگ ایران و روسیه در ۱۸۰۴، نیروهای روسی از بندر انزلی به رشت پیشروی کردند، که آن دسته از اهالی که در جنگل‌ها و مرداب‌ها کمین کرده بودند به آنها حمله کردند و مجبورشان کردند عقب‌نشینی کنند. در پایان قرن نوزدهم، دولت بریتانیا ترسی از تسخیر مناطق جنوب دریای خزر از سوی نیروهای روس نداشت. نه تنها فتح ابتدایی دشوار بود، حفظ آن تقریباً محال بود چرا که خود را دچار آزار روز و شب دهقانان یا یک نیروی بومی شبه نظامی آشنا به این سرزمین و عادتمند به جنگ چریکی می‌کردند. وفور آب و زمین حاصلخیز که به معنای محصول بالاتر و تراکم بیشتر جمعیت بود، به دهقانان به خصوص در مقایسه با دهقانان مناطق خشک‌تر این کشور، استقلال بیشتری از زمینداران می‌داد. همانند اروپا و آمریکا، با پاکسازی زمین در منطقه خزر می‌توان زمین به دست آورد و نیازی به قنات که حفر و نگهداری آن پرهزینه است، نیست. رشد محصول درختی نیاز به سال‌ها کار داشت که مفاد قراردادهای اجاره را برای دهقانان نسبت به محصولات کشاورزی سالانه مانند گندم بهتر می‌کرد. فاصله کم روستاها از یکدیگر و از شهرها، باعث سرعت انتقال آگاهی روستاییان و آسانی رابطه آنها با شهرنشینان می‌شد و از عوامل رشد جنبش روستایی در گیلان بود. به جز گیلان و مازندران که جمعیت متراکم و بارش فراوان داشتند، در سایر مناطق ایران دهقانان بسیار پراکنده بودند و کنترل زمینداران بر زمین و خاک آن قدر زیاد بود که سازماندهی و هماهنگی جنبش‌های ناشی از نارضایتی را دشوار می‌کرد.

### رشد کشاورزی
منطقه خزر در نیمه دوم قرن نوزدهم بیشتر از هر منطقه دیگری در کشور، بازرگانی شدن کشاورزی را تجربه کرده بود. در گیلان رشد کشاورزی بازرگانی به ویژه مورد تشویق سرمایه‌گذاران خارجی‌ای بود که مزارع بزرگ در آنجا گشودند. محصول عمده کشاورزی گیلان ابریشم بود و پس از ضرباتی که به تولید این محصول وارد شد، رونق به کشت برنج، تنباکو و چای آمد. درختان زیتون که صدها سال در گیلان می‌رویید، در سال ۱۸۹۰ توسط شرکتی یونانی به نام کوسیس و تئوفیلاکتوس که تحت حمایت روسیه قرار داشت اداره می‌شد. این شرکت انحصار ۲۵ ساله کل محصول زیتون شمال ایران را در اختیار داشت و در سال ۱۸۹۵ کارخانه مدرنی افتتاح کرد. از ۱۸۹۵ کشت مزارع چای شروع شد. تا سال ۱۹۰۲ کنف و چتایی توسط شرکت یوژنو-روسکوئه در گیلان کشت و به روسیه صادر می‌شد. صنایع بسیار مهم ماهیگیری و نوغانداری نیز اغلب در کنترل منافع خارجی بود. این صنعت مزرعه‌داری بزرگ به معنای استثمار بیشتر کارگران، مخصوصاً در مورد صنعت ماهیگیری بود، اما به آگاهی اجتماعی و همبستگی طبقاتی بیشتر در میان کارگران و دهقانان جدید که خود را در دوره انقلابی نشان دادند نیز انجامید.

### زمینداری
از اوایل دوره اسلام الگوی زمینداری در ایران سکونتگاه‌های روستایی جماعتی بود. زمینداری بزرگ‌اربابی که از اواخر قرن نوزدهم و اوایل قرن بیستم گونه مسلط زمینداری شد، بر این شکل قدیمی روستاهای جماعتی اعمال شد و باعث افزایش دارایی اربابان و بدتر شدن کلی سطح زندگی دهقانان در بخش پایانی قرن نوزدهم شد. در اوایل قرن نوزدهم دهقانان ایرانی سطح زندگی نسبتاً خوبی داشتند و از حقوقی سنتی نسبت به زمین برخوردار بودند که جماعت روستا از آن حفاظت می‌کرد. اما فشار جبرآمیز از جانب حکومت و عمال آن به سرعت داشت به این حقوق پایان می‌داد. اقتدار ریش‌سفیدهای روستاها که اختلافات بین دهقانان را حل و فصل می‌کردند گرفته و به تیول‌داران واگذار شد. در دوره حکمرانی فتحعلیشاه، تلاش‌هایی برای افزایش درآمدها از اراضی تاج انجام شد و مالیات‌ها که غالباً به ۱۰ درصد محصول محدود بودند، به بین ۲۵ تا ۳۰ درصد تولید سالانه افزایش یافتند. رشته روندهای اقتصادی و سیاسی ناشی از پیوندهای فزاینده اقتصادی با غرب تا پایان قرن نوزدهم، به فقر بیشتر دهقانان انجامید. ورود کالاها از جمله منسوجات اروپایی ضربه شدیدی به صنعت روستایی دهقانان که دست‌ساخته‌هایشان توان رقابت با کالاهای ارزانتر و با تولید انبوه خارجی را نداشتند وارد کرد. عهدنامه‌های گوناگون با کشورهای اروپایی از جمله گلستان، ترکمانچای و معاهده بازرگانی انگلیسی روسی ۱۸۴۱، جلوی تدابیری را که می‌توانست محصولات داخلی را حفظ کند می‌گرفت. نیاز به منابع مالی برای ساختن ارتش واردات کالا از اروپا و اداره کشور همراه با بریز و بپاش حکومت قاجار، فروش اراضی خالصه به عموم را تسریع کرد. اتابک، صدر اعظم ناصرالدین شاه، انتقال مالکیت اراضی را تشویق می‌کرد. زمین‌هایی که به این شیوه فروخته می‌شدند، تابع مالیات بالایی بودند که به صورت نقدی موسوم به تسعیر قابل پرداخت بود. زمین‌های بسیاری در یک دوره ده ساله فروخته شد، و نزدیک به پایان حکومت ناصر الدین شاه در سال ۱۸۸۶ که او نیاز به پول داشت، دستور داده شد همگی اراضی خالصه به جز آنها که پیرامون پایتختند فروخته شوند. فروش سازمان یافته مناصب حکومتی به کسی که بالاترین قیمت را پیشنهاد می‌داد، به این معنا بود که حاکم جدید نیز مناصب پایین‌تر را جوری انتخاب می‌کرد که به هر نحو ممکن بیشترین درآمد را نصیب او کنند که اغلب به معنای سختی بیشتر برای دهقانان بود. روستاییان مجبور بودند تحت نظارت یک مباشر که اختیارات نامحدودی داشت سخت‌تر کار کنند. ناظر می‌توانست میزان مالیات‌ها را تعیین کند و تغییر دهد و دهقانان یاغی را زندانی و حتی اعدام کند. در عوض، دهقانان موظف بودند برای این مردان که به گفتهٔ پاولوویچ «نگهبان، کلانتر، جاسوس، زندانبان و جلاد آنها بودند» غذا و سرپناه فراهم کنند. با این که فرد فرد دهقانان قابل فروش نبودند، کل روستاها به آسانی فروخته می‌شدند که حق مربوط به نیروی کار اهالی را نیز شامل می‌شد. زنان روستایی از خواسته‌های جنسی در امان نبودند و در برخی جاها دهقانان مجبور می‌شدند دختر خود را به عنوان صیغه سه ماه به حرمسرای مالک بدهند. به همه اینها انواع عوارضی که روحانیان و حکومت جدا از مالیات‌های عادی اعمال می‌کردند مانند هزینه ثبت ازدواج روحانیان را باید افزود. دهقان برای آمدن به شهر و انجام کار خود در یک اداره دولتی اغلب مجبور بود مالیات ترانزیت بپردازد. افزایش فزاینده سهم مالکان از محصول و نیز مالیات‌های حکومتی، دهقانان را مجبور می‌کرد پول قرض کنند، زمین شان را به عنوان وثیقه مورد استفاده قرار دهند، به زمره مساقات گران بپیوندند، یا در برخی موارد به جاهایی مثل قفقاز روسیه، آسیای میانه یا هند مهاجرت کنند. فرصت‌های اقتصادی فزاینده در جنوب روسیه و خصوصاً قفقاز نیز مهاجرت نیروی کار از ایران را تشویق می‌کرد. بیشتر کارگرانی که به قفقاز یا آسیای میانه می‌رفتند کارگران فصلی بودند که ارتباط خود را با شهرها و روستاهایشان حفظ می‌کردند. این از عوامل شایان توجه پراکنده شدن ایده‌های انقلابی از روسیه به ایران بود.
در اوایل قرن بیستم دو تن از سکنه خارجی گیلان توصیفاتی از شرایط دهقانی برجای گذاشتند. هایسنت لویی رابینو (۱۸۷۷–۱۹۵۰)، نایب کنسول بریتانیا در رشت، توصیف مهمی از ایالت در ۱۹۱۷ برجای گذاشت. او به وجود دو نوع کشاورز اشاره می‌کند. یکی که علی الظاهر زیرک و مرفه و خرده مالک به نظر می‌رسد که زمین داشت و حتی کارگران فصلی استخدام می‌کرد. دیگری دهقان فقیر است، که یک باغ توت یا شالیزار را از ارباب اجاره کرد و در عوض، به‌طور نظری، یک سوم محصول را دریافت می‌کرد. دهقانان گیلان به راستی به نحو متمایزی موفق بودند. رابینو آنان را دارای مزیت‌های زیادی در تولید کشاورزی در مقایسه با دهقانان دیگر مناطق ایران می‌داند. علاوه بر این، زمینداران لازم نداشتند در تولید کشاورزی سرمایه‌گذاری زیادی بکنند یا در برابر هجوم عشایر که در سایر مناطق کشور ناامنی اقتصادی به همراه می‌آورد محافظتی به عمل آورند؛ ولی رابینو همچنین به یک نظام مالیاتی اختیاری اشاره می‌کند که در آن دهقانان می‌بایست به اشراف از ارباب و مباشرانش تا حکام محلی و منطقه‌ای پرداخت می‌کردند. رونق اقتصادی در تولید از یک سو و مالیات اختیاری از سوی دیگر، دهقانان گیلان را انقلابی کرد.
دیگر توصیف شرایط دهقانان را و.پ. نیکیتین، کنسول روسیه که در ۱۹۱۲، درست پس از انقلاب مشروطه وقتی که رابینو در حال ترک رشت بود وارد گیلان شد ارائه کرده است. نیکیتین برای نظام مالیات‌گیری، که بار سنگینی بر دهقانان اعمال می‌کرد، واژگان درشتی استفاده کرده است. مالیاتها در این نظام شامل مالیات‌های ایالتی و محلی بود، که اغلب به طمع حاکم محلی شخص و حجم پولی که او باید برای تضمین مقامش پرداخت می‌کرد بستگی داشت. علاوه بر این، حاکمان اغلب از هر بهانهٔ قابل تصور برای پر کردن خزانه‌شان استفاده کردند، در حالی که مباشران دهقانان را با هزینه‌های شخصی و سهم اضافه‌ای برای ارباب جریمه می‌کردند. نیکیتین شرایط دهقانان گیلان را چنان توصیف می‌کند که دهقانانی با پیوندهایی قوی منسجمند و می‌نویسد تا پایان انقلاب «بیشتر مزارع و دهکده‌ها خالی از سکنه و مخروبه شدند.»

## گروه‌ها

### جنبش دهقانان
ادامه‌دارترین قیام‌های دهقانی در دوره مشروطیت در منطقه خزر به وقوع پیوست. یک جنبه جالب سیاست گیلان در دوره مشروطه شرکت فعال دهقانان در انقلابی بود که در اصل یک تمایل شهری بود. آنان کراراً با تفنگ‌ها و پرچم‌های سرخ شان به رشت راهپیمایی می‌کردند تا دیدگاه‌های خود را در مورد مسایل مهم سیاسی ابراز کنند. از سوی دیگر، نیروهای سیاسی رادیکال درگیر سیاست روستایی بودند. دهقانان به این ترتیب جنبش‌های شهری و روستایی را متحد کردند و انقلاب مشروطه در گیلان را به یک جنبش تلفیق کردند، که دقیقاً به خاطر درگیر بودن دهقانان به عنوان یک طبقه قوی، رادیکال و خوش ساخت در ایران منحصر به فرد بود.
تقاضاهای دهقانان در این زمان در سرباز زدن آنان از پرداخت مالیات‌ها یا عوارض متبلور شد. آنان خواستار حفاظت قانونی یک قانون اساسی برای پایان دادن به جایگاه قانونی شان به عنوان رعایای اربابان و حاکمانشان بودند. نمونه‌های بیشماری از نبود حقوق بشر برای دهقانان وجود دارد. در یک مورد رابینو در یادداشت‌هایش از این یاد کرده که خان تالش لبان شش دهقان را از آنجا که از قانون اساسی سخن گفته بودند به هم دوخته بود. ردپای کنشگری سیاسی دهقانان را می‌توان به اوایل سال ۱۹۰۷ که حدود ۵۰۰ نفر مسجدی در رشت را در اعتراض به پرداخت کرایه به اربابان اشغال کردند دید. در گیلان، مجاهدین انقلابی، موسوم به انجمن عباسی، از حقوق دهقانان دفاع می‌کردند. آنان فعالیت‌های خود را به روستاها گسترش داده بودند و چهارده شاخه در این ایالت داشتند.
جنبش زراعی توسط رحیم شیشه‌بر و سید جلال شهرآشوب رهبری می‌شد ولی نام‌های رهبران محلی دهقانان نامعلوم است. شیشه‌بر سوسیال دمکرات، که نمایندگی اصناف در انجمن ولایتی را نیز بر عهده داشت، علناً اعلام کرد که دهقانان نباید به اربابان مال الاجاره بدهند. در لشت نشا، شهرآشوب قیام بزرگی را رهبری کرد که هزاران دهقان در آن شرکت کردند و خان محلی را مجبور کرد بگریزد. رفتار شهرآشوب یادآورد رفتار دسته‌های اسطوره ای مانند رابین هود است. او مال‌الاجاره و مالیات هفت ساله دهقانان را بخشید، با یکی از زنان صیغه‌ای خان محلی ازدواج کرد و خود را سید جلال‌الدین شاه خواند.

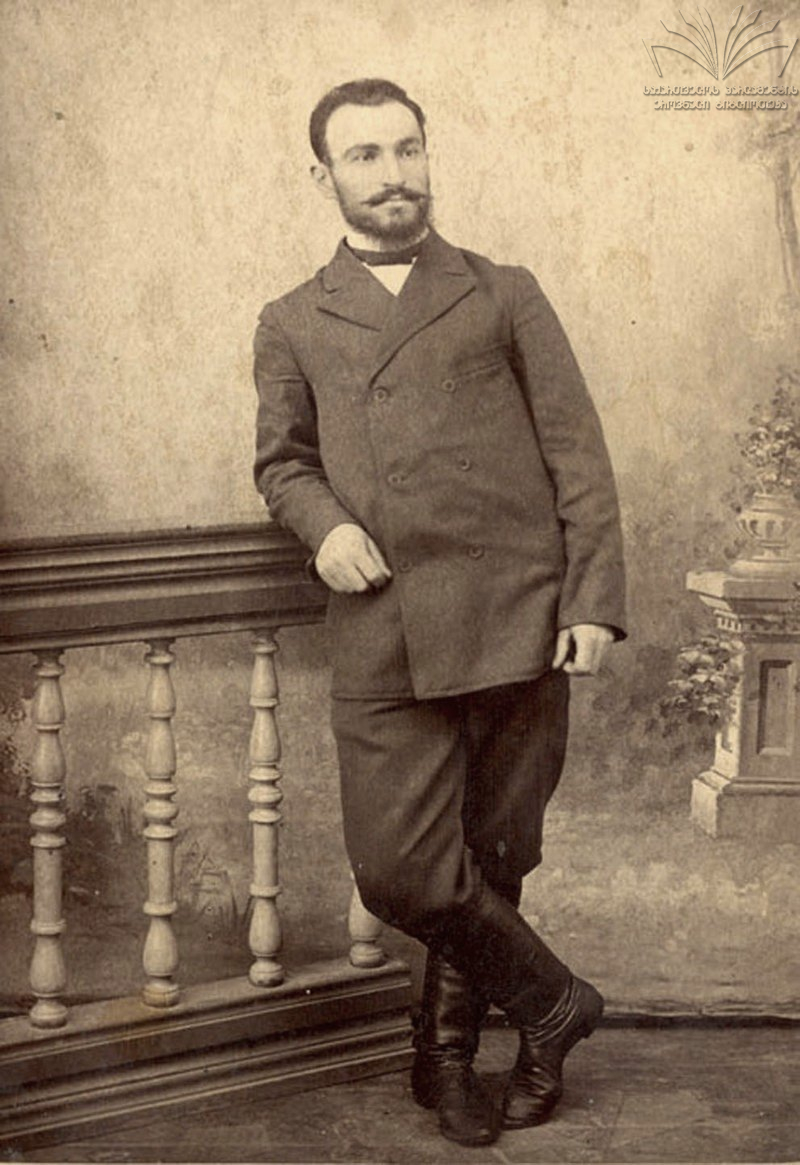
خوشتاریا

اما در تالش، دهقانان تسلیم نشدند، آنان قصد داشتند زمینشان را نگه دارند. آنان اسلحه به دست گرفتند و شماری از نیروهای اعزامی را شکست دادند، خلع سلاح و اخراج کردند. ظهیرالدوله حاکم جدید منصوب شده از وضعیت تحقیق کرد و به تهران گزارش کرد. او توصیه کرد باید برای تسهیل زمینداران به تالش رویکرد مصالحه جویانه ای اتخاذ شود. خیزش دهقانی تا زمان ورود ارتش روسیه به این ایالت در سال ۱۹۱۱ برای مواجهه با کل انقلاب مشروطه ادامه یافت. از آنجا که خان تالش در بازپس‌گیری املاکش ناموفق ماند، او آن را به آ ام خوشتاریا، کارافرین گرجی و شهروند روس فروخت. ارتش روسیه دهقانان را شکست داد و خوشتاریا را به عنوان مالک محق زمین منصوب کرد. متعاقباً خوشتاریا شرکت‌های صنعتی خود را شروع کرد و بعدها حتی اجازه یافت نیروی پلیس گرجی خود را داشته باشد.
شدت تقلا ممکن است القا کند که دهقانان آگاهی طبقاتی متکاملی داشته‌اند اما چنین نبود. مثلا در کرگانرود ۳۰۰۰ دهقان علیه زمیندارشان قیام کرده بودند و نهایتاً به این رای دادند که زمیندار دیگری اگر قول بدهد جنایات سلفش را تکرار نکند نصب شود. اما در واقع حتی رهبران سوسیال دمکرات دهقانان آنچنان که آنان امید داشتند از آنها حمایت نکردند. حزب دمکراتیکی که سوسیال دمکرات‌ها نهایتاً در ۱۹۰۹ در تهران تأسیس کردند کار محسوسی برای بهبود دهقانان انجام نداد.

### ماهی‌گیران

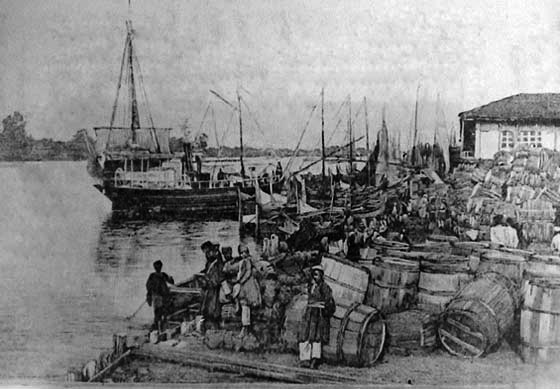
گمرک انزلی در حدود ۱۲۵۲ شمسی

جدا از دهقانان، ماهیگیران بزرگ‌ترین گروه ناراضیان در گیلان بودند. تا پایان قرن نوزدهم، صیادی‌های لیانازوف امتیاز ماهیگیری خزر را دریافت کرد و در عمل انحصار ایجاد کرد. ماهیگیران مجبور شدند بخش بزرگی از صید خود را به قیمت کم و از پیش تعیین شده به لیانازوف، تاجر ارمنی، واگذارند؛ در همان زمان فعالیت‌های فزاینده یک ناوگان بزرگ ماهیگیری روس و تدابیر محدود کننده ماهیگیران را به کارکنان صرف یک کارافرین تبدیل کرد. روش‌های استثمارگرانه این شرکت، که به شدت مورد نفرت کارگران بود، آن را به شکوفایی بیشتری رسانده بود. تا سال ۱۹۰۶، صادرات ماهی آن به بین ۹۰۰٬۰۰۰ تا ۱٬۰۰۰٬۰۰۰ روبل رسیده بود. سود خالص این شرکت در سال ۱۹۱۳، نیم میلیون روبل بود. بعدتر، سردار منصور، از زمینداران بانفوذ و سیاستمدار گیلانی انحصار خرید و فروش ماهی‌هایی که به‌طور سنتی وسیله معاش ماهیگیران مستقل بودند را به دست آورد و به این صورت شعله نارضایتی را در میان آنان برافروخت.
به‌طور کلی، فعالیت‌های صنعتی و تجاری روسیه یک طبقه کارگری بزرگ در گیلان ایجاد کرده بود. این کارگران بیشتر درگیر بخش‌های گوناگون صنعت ماهیگیری، در انزلی، در شرکت‌های گوناگون خوشتاریا و در جاده‌سازی و تولید الوار بودند. با این که بیش از ۵٬۰۰۰ روس، بیشتر ماوراقفقازی، در گیلان مشغول به کار بودند، طبقه کارگری بومی همچنان احتمالاً بزرگترینِ در ایران بود. در مورد دستمزدبگیران، نارضایتی خود را در همبستگی با همتایانشان در باکو نشان داد؛ و در مناطقی چون تالش که دهقانان در آنجا به عنوان کارگر استخدام شده بودند کارخانه لیانازوف به آتش کشیده شد. در واقع وقتی ارتش روسیه در سال ۱۹۱۱ وارد گیلان شد سرکوب اعتصاب عمومی که توسط کارگران انزلی رهبری می‌شد اولویت اولش شد.

### سوسیال دمکرات‌ها و انجمن‌هایشان
درگیر شدن سوسیال دمکرات‌ها در انقلاب مشروطه علی الظاهر زمانی شروع شد که انقلاب اول روسیه هنوز در جریان بود. رابینو می‌نویسد که بیشتر سوسیال دمکرات‌ها مهاجرین ایرانی ای بودند که در قفقاز کار یا تجارت می‌کردند و او ادعا می‌کند که شمار آنها در حدود ۶۰۰۰ نفر بوده که ممکن است مبالغه آمیز باشد. سوسیال دمکرات‌ها تسلیحات و مواد منفجره تولید و به داخل ایران انقلابی قاچاق می‌کردند و از ضد مشروطه طلبان مقادیر زیادی پول اخاذی می‌کردند. آنها میتینگ‌های عمومی برگزار می‌کردند که «در آنها هر کسی می‌توانست صحبت کند» ولی انجمن‌های مخفی ای هم داشتند که قواعد سفت و سختی داشت. رابینو یازده انجمن را فهرست می‌کند. این انجمن‌ها ظاهراً کمتر از آنچه مورد انتظار بود در بین کارگران محبوب بودند، در حالی که در میان دهقانان بهتر مقبول بودند؛ مثلاً نشانه ای از انجمن ماهیگیران وجود ندارد و صنعتگران فقط یک انجمن داشتند. انقلابیون انجمن مجاهدین خود را داشتند، در حالی که انبوه رادیکال کارگران و پیشه وران همگی در انجمن ابوالفضل جمع می‌شدند، که بعدها فعالیت‌های خود را تحت نام انجمن عباسی پی گرفت. اربابان و روحانیان انجمن‌های فعال خود را داشتند. اضافه بر این، یک انجمن ولایتی ایجاد شده بود که حکومت مشروطه را نمایندگی کند.
سوسیال دمکرات‌های قفقاز جنوبی انقلابیون مشروطه را رادیکالیزه کردند ولی این این رادیکالیزاسیون چندان ایدئولوژیک نبود. آنان در مواجهه با یک حکومت مشروطه از زمینداران و نخبگان که اصلاً مشخصات بورژوازی نداشت، اساساً تابعان پوپولیست یک انقلاب بورژوایی باقی ماندند. رادیکالیزاسیون ماوراء قفقاز بیشتر سازمانی و نظامی بود. انجمن‌ها که در ابتدا انبوه مردم رادیکال را به هیجان می‌آوردند، بعدها کمیته‌های انقلابی ای تشکیل دادند که توانست جمیعت را سازماندهی کند. به اختصار، داستان انقلاب مشروطه در گیلان شامل تحریکات انقلابیون ماوراء قفقاز، فراخوان‌های اعتراضی انجمن‌ها و تظاهرات انبوه مردم رادیکال شهری در خیابان‌ها بود. علاوه بر این، کوشش‌های دهقانان بود که نماینده ارزش‌های بورژوایی بودند. درگیر شدن دهقانان نهایتاً تنها می‌توانست از یک انقلابی بورژوایی حمایت کند.
رادیکال‌های انجمن‌ها اسامی مذهبی برگزیدند و غالباً مراسم مذهبی برگزار می‌کردند که حتی انقلابیون ماوراء قفقاز در آنها شرکت می‌کردند. کنشگران اصلی آنها تولیدکنندگان، صنعتگران و تاجران خرد بودند. با این که به آنها مجاهدین، فداییان یا حتی سوسیال دمکرات‌ها گفته می‌شد، آنان پوپولیست‌های دارای ذهنیت خرده بورژوازی بودند. این دقیقاً پذیرش انقلاب بورژوازی توسط سوسیال دمکرات‌های ماورا قفقاز بود که بر خلاف اخلاف کمونیستشان، اعضای جمهوری شورایی گیلان بین ۱۹۲۰ و ۱۹۲۱، جایگاه آنان را در تاریخ به عنوان قهرمانان بی‌ضرر و دوست داشتنی ملی تضمین کرد.
سوسیال دمکرات‌های قفقاز نسبت به مشخصه واقعی انقلاب ایران توهمی نداشتند. یک نمونه شهادت عضو ماوراقفقازی حزب سوسیال دمکرات مسلمان (همت) و محمد امین رسول زاده مورخ است. او در آن زمان به عنوان خبرنگار روزنامه‌های عثمانی در ایران و در رشت کار می‌کرد.
همان‌طور که روند کلی انقلاب مشروطه نشان می‌دهد، الهام واقعی ایدئولوژیک در واقع ناشی از روشنگری بورژوازی ماوراء قفقاز بود. حتی مطبوعات سوسیال دمکرات‌های ماورا قفقاز که در حزب همت سازمان یافته بود، حرف رادیکال تری برای گفتن نداشت. در آن زمان، حتی تلاش‌های همتی‌ها به سوی کشاندن جماعت محلی مسلمان به سوی مدرنیسم و بیداری بورژوایی معطوف بود.

## شروع ناآرامی
گزارش‌های روسی و بریتانیایی از وقایع گیلان شرح وقایع خود را از اوایل سال ۱۹۰۷، حدود یک سال پس از شروع انقلاب مشروطه در تهران، شروع می‌کنند. اما هر دو از وجود ناآرامی در میان دهقانان و یک جنبش در حال رشد انجمن‌های رادیکال و سازمان‌های انقلابی مرتبط با سوسیال دمکرات‌های قفقاز سخن می‌گویند. در فوریه ۱۹۰۷، سفارت بریتانیا به وزارت امور خارجه این کشور در لندن گزارش داد که گیلان در مجموع ۱۵٬۰۰۰ تومان مالیات اخذنشده دارد و آنان در نتیجه آن «انتظار خونریزی دارند.» همان گزارش بیان می‌کند که انقلابیون در رشت دو انجمن، یکی مخفی و یکی علنی، اداره می‌کنند که تابع دستورها از قفقازند. از انقلابیون همیشه به نام مجاهدین یا فدائیان یاد می‌شود، به جز گاه گاهی که به آنان سوسیال دمکرات گفته می‌شود که منعکس کننده اثر عظیم انقلاب ۱۹۰۵–۷ روسیه است. از آنجا که وقایع روسیه سوسیال دمکرات‌ها را برجسته کرده بود، هر حزبی از جمله محافظه کاران و حتی پیروان اتحاد اسلام، از خود آن گونه یاد می‌کردند.
با شناخته شدن شوروی‌های انقلاب روسیه در ایران به عنوان ابزارهای تحریک انقلابی و کنش سازمان یافته، انجمن‌های مخفی و بعدتر علنی توان تازه ای گرفتند. حضور سازمان‌ها و احزاب سوسیال دمکرات ماوراء قفقاز نیز به انجمن‌های انقلابی دلگرمی می‌داد. در سال ۱۹۰۵، شکست روسیه از ژاپن انقلابی را کلید زد که خود ایرانیان را به‌طور مستقیم و غیرمستقیم رادیکالیزه کرد. پس از سرکوب انقلاب اول روسیه پیوتر استولیپین، نخست‌وزیر تازه منصوب، با انجمن‌های انقلابی برخورد کرد و قفقازی‌های جنوبی روس به حمایت از ایرانیان آمدند. آنها امیدوار بودند که برنامه‌های امپراطوری تزاری در همسایه جنوبی شکست بخورد و این منجر به یک وضعیت انقلابی دیگر شود.
شورش‌ها و اعتصاب‌های کارگران از صنعت ماهیگیری گیلان که در کنترل لیانازوف تبعه روس بود شروع شد. در نوامبر ۱۹۰۶ انزلی، بندر اصلی گیلان، شاهد اعتراض بیش از ۳۰۰۰ ماهیگیر دریای خزر بود که خواهان کنترل کامل بر صید خود بودند. نمایندگان آنان موفق شدند حیطه قدرت صیادی‌های لیانازوف و اداره گمرگ که بر صادرات ماهی نظارت داشت را محدود کنند. این ناآرامی منجر به خونریزی شد و مذاکرات نتیجه ای نداشت.
اعتصاب‌ها در گیلان ادامه و افزایش یافت. در ژوئن ۱۹۰۷، چندین نفر سعی کردند وارد سیلوهای گندم راهزن ایلیاتی ثروتمند و بدنام، رحیم خان، که در تهران محبوس بود بشوند. پسر رحیم خان در همکاری مخفیانه با شاه حملات خشونت باری را علیه مردم آذربایجان که در اعتصاب یک‌ماهه بودند انجام داد. با این که حمله راهزنان ناموفق بود و آنها در جریان آن کشته شدند، این وقایع منجر به اعتصاب عمومی در رشت شد. مردان مسلح به همراه چندین آذربایجانی راهبر اعتراضات مغازه‌های بازار را بستند و اعتراض خود را به انجمن رشت بردند.
ناآرامی‌های اصلی زراعی در بهار ۱۹۰۷ که مردم گیلان علیه تجارت ناعادلانه ابریشم و دیگر کالاها شروع به اعتراض و سعی به سازماندهی یک تحریم کردند آغاز شد. رشت مرکز تجارت ابریشم ایران بود و به خاطر تعداد زیاد تجار اروپایی جوی جهان وطنی پیدا کرده بود. در ۱۸۶۴، تولید محصول گیلان با ۲٬۱۹۰٬۰۰۰ پاوند با ارزش تخمینی یک میلیون پاوند به اوج خود رسید. به هر روی در همان سال بیماری موسکاردین به ایران رسید و تولید گیلان به شدت کم شد و یک دهم سال قبلش رسید. مودیان مالیاتی که روستاییان را همچون گذشته ارزیابی می‌کردند وضعیت را وخیم تر کردند. تا آغاز قرن بیستم تولید نه تنها به میزان قبلی خود بازگشت، بلکه از آن بیشتر شد. به هر روی، موقعیت گیلان در بازار جهانی در اثر رقابت شدید به ژاپن و دیگر کشورها که قیمت را پایین نگه داشتند واگذار شد و ارزش ابریشم صادراتی به فرانسه و ایتالیا از ۴۰۰٬۰۰۰ پاوند فراتر نرفت. مشکل نوغانداران گیلان دیگر قیمت بالای تخم‌های وارداتی کرم ابریشم بود. واردکنندگان تخمن تجار پیله هم بودند. آنه هنگام خرید محصول، با زمیندار وارد معامله شده و او را ملزم می‌کردند تخم سال بعد را از آنان بخرد. در سال ۱۹۰۶، واردکنندگان سندیکایی برای بالا نگهداشتن قیمت به‌طور مصنوعی ایجاد کردند. در پایان سال که ۳۰٬۰۰۰ جعبه تخم باقی بود، به جای فروختن آنها به قیمت کمتر نابودشان کردند و با این حال سود سرشاری کردند. مسئله تخم موضوع وخیمی بود که زمیندار، تاجر و دهقان را رو در روی یکدیگر قرار می‌داد. اعتصاب دهقانان به صورت اخراج اربابان و مباشران درآمد. در ۲۳ مارس ۱۹۰۷، ۵۰۰ دهقان در مسجدی در رشت بست نشستند و گفتند دیگر به زمینداران مال الاجاره نخواهند داد. انجمن‌ها فرماندار کل ولایت را ترساندند و مجبور به ترک آن کردند. برای یک ماه کامل، هیچ منبع کنترل مرکزی در رشت وجود نداشت، با این وجود زندگی به روانی و به نحو منظم جریان داشت. آنگاه فرماندار کل جدیدی از سوی تهران منصوب شد و او موقتاً موفق شد جنبش زراعی در تالش را متوقف کند. انجمن ولایتی که رهبر آن توسط گمنامی به نام حاجی میرزا محمدرضا رهبری می‌شد علناً اعلام کرد که کرایه‌ها باید پرداخت شود و شیشه‌بر را به خاطر حمایت از دهقانان اخراج کرد. شیشه‌بر و شهرآشوب بعدها هر دو زندانی شدند، که منجر به پاسخ خشونت بار انجمن عباسی در رشت شد. زندانی شدن این دو چنان خشم عمومی را برانگیخت که در هر دو در ژوئیه ۱۹۰۷ آزاد شدند. شهرآشوب به خاطر نقشش در قیام دهقانان در اکتبر ۱۹۰۷ به دادگاه در رشت فراخوانده شد. مقامات او را تهدید و تطمیع کردند و مناقشه بین آنها ادامه یافت.
انجمن ولایتی خیلی زود با حکومت نزدیک شد و با کمک حاکمان محلی با دهقانان و جنبش انقلابی مخالفت کرد. مشخصاً مجلس در تهران اجازه داد سربازان بریگاد قزاق که تحت رهبری روس‌ها بود برای برگماری مجدد حاکمان و زمینداران، بستن انجمن‌های دهقانی و جمع‌آوری مالیات‌ها، عوارض پرداخت نشده و جبرانی‌های اضافی برای زمینداران گسیل شود. در پاسخ، دهقانان یک بار دیگر با تفنگ‌ها و پرچم‌های سرخ خود به رشت راهپیمایی کردند، در حالی که انجمن عباسی خواستار اخراج مرتجعین اصلی از گیلان از جمله حاجی میرزا محمدرضا شد. منازعه شدیدتر شد و حسام الاسلام، از نمایندگان گیلان در مجلس برای ایجاد نظم به گیلان به خصوص طوالش فرستاده شد. به حسام السلطنه در جریان یک میتینگ عمومی گفته شد که «نخواهیم گذاشت زمین داران به دهقانان ستم کنند،» و او در پاسخ گفت «مجلس نخواهد گذاشت دهقانان املاک زمین داران را تصاحب کنند.» حسام الاسلام بر اثر این مناقشه حمایت موکلین خود را از دست داد و مجبور بود به خاطر نامه‌های تهدیدآمیزی که دریافت کرده بود تحت حمایت حاکم در خانه خود منزوی شود. بعدتر شهرآشوب حاکم رشت را به مرگ تهدید کرد و او هم در جواب گفت «دستی برای تو باقی نخواهم گذاشت تا مرا با آن بکشی.» مجلس سپس اولتیماتوم نهایی خود را فرستاد و اعلام کرد حکومت کشور را رها نخواهد کرد و بیشتر روستاها به زور تحت کنترل درآمده. پس از آن علی خان قاجار ظهیرالدوله، از دولتمردان اصلاح اندیش به عنوان حاکم کل گیلان منصوب شد.
بسیاری از روستاییان دولت مشروطه را مخالف استبداد و زمینداران تصور می‌کردند و امیدوار بودند مجلس از آنها در برابر زمینداران در رشت حمایت کند. اما مجلس به عنوان دشمن سرسخت تقلای طبقاتی درآمده بود. همزمان مجلس از سوی روشنفکران رادیکال، اعضای مجاهدین و برخی از دهقانان تحت فشار قرار داشت تا تیول را برچیند. تقریباً همه نمایندگان موافق بودند که حکومت و نه تیولداران باید مال الاجاره زمین‌ها را جمه آوری کند و تیولداران از جمله روحانیان، باید در عوض سهم سالانه خود را از حکومت دریافت کنند. گزارش‌ها از اعتراضات و اعتصاب‌های دهقانی در صفحه‌های مجلس و دیگر روزنامه‌ها چند برابر شد. میرزا عبدالحسین فرمانفرما، وزیر عدلیه، چنان از دست رعیت‌های خود کلافه شده بود که شکایت خود را به مجلس آورد: «دهقانان ما چیزی نمی‌دادند و معنای مشروطیت را نمی‌دانند. فکر می‌کنند به معنای احتکار مال بقیه مردم و ندادن سود طلب مالک بر اساس شریعت است.» از آنجا که در همه بخش‌های گیلان از زمینداران سرپیچی می‌شد، آنان تلگرامی به مجلس در تهران فرستادند که در آن از این که «دهقانان فکر می‌کنند مشروطیت یعنی آزاد بودن و کرایه ندادن.» مجلس نهایتاً تیول را لغو کرد یا به اصطلاح خود برگرداند. بر اساس آن تیولداران کنترل روستاها را از دست می‌دادند و درآمد ناشی از محصولات به جای آنها به دولت مرکزی می‌رسید که بخشی از آن را به تیولداران سابق پرداخت می‌کرد و بقیه را به بودجه دولت مرکزی اضافه می‌کرد. قرار شد تفاوت عمل یا مالیات اعمال شده از سوی حاکمان محلی توسط دولت مرکزی جمع‌آوری شود. قرار شد مالیات‌گیری افراطی توسط کدخدا، مباشر و مقامات پایین رتبه منع شود که هیچگاه اجرایی نشد. رسم تسعیر یا پرداخت مالیات به دولت مرکزی توسط زمینداران به صورت نقدی لغو شد و زمینداران مجبور بودند خود محصول را به عنوان بخشی از مالیات به دولت بپردازند. محدود بودن اصلاحات مجلس باعث نومیدی شد که به حد کافی به دهقانان منفعت نرسانیده است. دهقانان و مجاهدین در گیلان نخستین کسانی بودند که کارزار شورش انبوه مداوم را با هدف حصول هدف دادن زمین به دهقانان شروع کردند.
اما شوق و حرارت انجمن تخفیف پیدا نکرد و تا انتهای سال ۱۹۰۷، به نظر می‌رسید صنعتگران بیشتر درگیر جنبش شده بودند. افزایش فعالیت انجمن‌ها همزمان بود با تلاش‌های شاه برای تحدید قدرت مجلس در تهران. حدود ۴۰۰۰ نفر در برابر دارالحکومه در رشت تجمع کردند و برخی حتی در برابر ساختمان‌های کارگزاری بست نشستند. نهایتاً فرماندار کل مجبور شد استعفا دهد، شاه در مقابله خود با مجلس شکست خورد و ناآرامی در رشت آرام شد.

اما ناآرامی در روستاها ادامه یافت. دهقانان تالش املاک یکی از اشراف زمین‌دار را تصاحب کردند ولی قشون اعزامی برای بازپس‌گیری املاک مفتضحانه در اوایل دسامبر ۱۹۰۸ شکست خورد. در اسالم و کرگانرود دهقانان شروع به فروش برنجی کردند که در املاک اربابانشان کاشته بودند و در فومن ارباب از ملک خود رانده و کشته شد. در همان زمان، مجاهدین به دستگیر کردن برخی ضد مشروطه خواهان ادامه دادند و بقیه را از طریق نامه‌های نفرت آمیز و حتی به گروگان گرفتن خویشاوندان آنها تهدید کردند. آنها کراراً داشتند مقادیر زیاد پول از اربابان و اشراف اخاذی کردند و آنها را مجبور کردند از این ولایت بگریزند. آنها همچنین علیه منافع روسیه دست به تحریکاتی زدند.

مشروطه‌خواهان مسلح در گیلان

مقامات روس کراراً از فروپاشی اداری در گیلان یاد کرده‌اند، از آنجا که باعث خودگردانی شهرها شد و به دهقانان در روستاها دست باز داد. گرچه حکومت در تهران ظهیرالدوله را در اوایل مارس ۱۹۰۸ به عنوان حاکم کل منصوب کرد و به رشت گسیل داشت، تحریک مجاهدین و ناآرامی در میان دهقانان ادامه یافت. در مارس و آوریل ۱۹۰۸، مجاهدین کشتی‌های عمید همایون در انزلی را به آتش کشیدند؛ برخی دستگیر شدند و پس از انتقال به رشت نجات یافتند. در لنگرود دهقانان با خودداری از تحویل همه پیله‌های خام کرم ابریشم به جنبش پیوستند و سعی کردند با ارائه قراردادهای بهتر تخم کرم ابریشم را از یونانیان و ترک‌ها بخرند.
انجمن ولایتی سعی کرد دولت را نمایندگی کند و مرکب از نمایندگان بیشتر طبقه‌ها در گیلان بود:زمینداران، علما، تجار و صنعتگران؛ دهقانان کنار گذاشته شده بودند. تا حدی بورژوایی و حامی زمین‌دار و همچنین ضد روسی بود. اما وقتی جنبش انقلابیون رادیکال و دهقانان دور گرفت، انجمن آشکارا علیه آنان درآمد و در اساس زمینداران علی الظاهر میهن‌پرست گیلان را نشان داد. اصطکاک داخلی بسیاری هم در انجمن ولایتی وجود دارد. در یک سو، رادیکال‌هایی مثل رحیم شیشه‌بر و در دیگر سو رهبر انجمن حاجی میرزا محمدرضا از مخالفین اصولی سرسخت جنبش دهقانی بود. انجمن با همه کاستی‌هایش برای هر دوی شاه و روسیه بیش از حد تحمل بود.

## استبداد صغیر

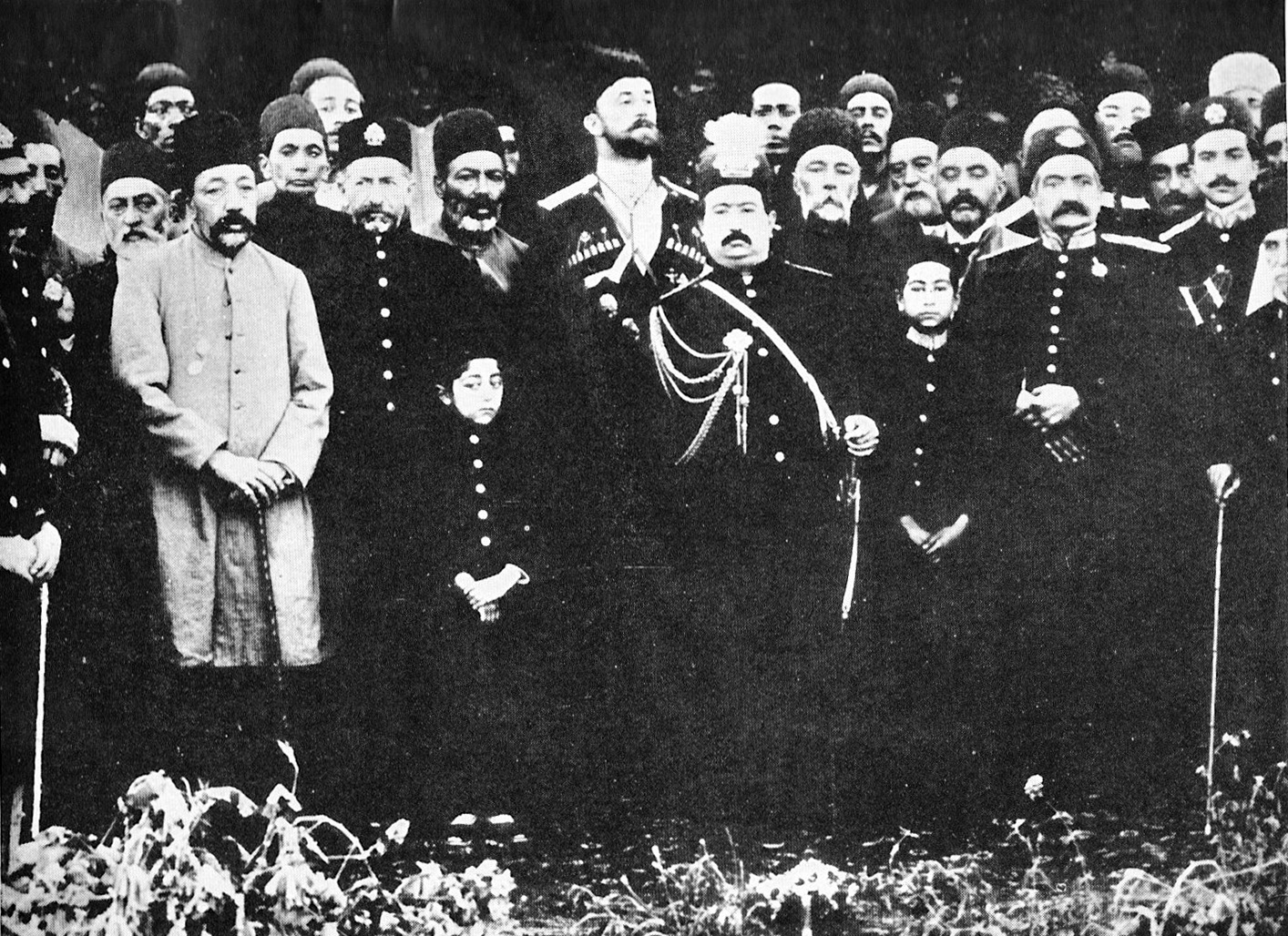
محمدعلی‌شاه قاجار در ۱۹۰۹ میلادی

در ژوئن سال ۱۹۰۸، محمدعلی شاه فرمانروای جدید قاجار دست به کودتا زد و موفق شد مجلس مشروطه را در تهران تعطیل کند. با نابودی مجلس، تحدید مطبوعات مشروطه خواه و محو انجمن‌ها، مرکز فعالیت‌ها به تبریز و ولایت گیلان که انجمن‌های باقیمانده در آنجا از همه جا قوی تر بودند منتقل شد. متعاقباً نیروهای حکومت انجمن ولایتی را در رشت اشغال کردند. اما مردم رشت و مجاهدین دست به نبرد زدند. در ۱۴ ژوئن، جمع بزرگی از تجار و صنعتگران در برابر ساختمان انجمن ولایتی تجمع کردند. با این حال قزاق‌های قاجار و سربازان روس، که پیشتر پرشمار وارد گیلان شده بودند و از قزاق‌ها حمایت می‌کردند، در میدان عمومی رشت با توپ در انتظار جمعیت بودند. آنها یکی از اعضای انجمن را دستگیر کردند و به درون جمعیت توپ شلیک کردند. برخی از مردم در کنسولگری عثمانی پناه گرفتند. بقیه سعی کردند در کنسولگری بریتانیا پناه بگیرند ولی رابینو معاون کنسول از پذیرش آنان خودداری کرد. در ۲۷ ژوئن نیروهای حکومت به انجمن ولایتی در رشت یورش بردند. تبادل آتش که تلفاتی به بار آورد، منجر به تعطیلی بازار شد. بدین ترتیب، انقلاب مشروطه موقتاً در گیلان معلق شد. ظهیرالدوله برکنار شد چرا که در کاستن از فعالیت‌های انجمن‌های رادیکال ناکام مانده بود. در ژوئیه ۱۹۰۸، شاه آقا بالا خان سردار افخم را به عنوان حاکم رشت و سردار امجد (عمیدالسلطنه)، ارباب کرگانرود را به عنوان حاکم تالش منصوب کرد. هر دو از اشراف حامی روسیه بودند.

### نبرد طوالش
در سپتامبر ۱۹۰۸ و در میانه جنگ داخلی در تبریز، سردار افخم و سردار امجد کارزاری را برای بازپس‌گیری کنترل منطقه با حمایت محمدعلی شاه آغاز کردند. نیروی آنان که بالغ بر ۱۰۰۰ نفر پیاده و سواره و نیز دو توپ بود مشتاق جنگیدن نبود. ساکنان محلی به آنان می‌گفتند حریف جنگاوران کوهستانی گیلانی نیستند. این لشکرکشی که شش هفته طول کشید به منطقه طوالش برسد، در عرض دو روز شکست خود و عقب‌نشینی کرد. آنان با یک مخالفت مسلحانه و مصمم رو به رو شدند. سربازان در این نبرد که برایش اصلاً آماده نبودند و یکی از نخستین نمونه‌های جنگ چریکی در قرن بیستم بود با بی نظمی عقب‌نشینی کردند. آنها بعدها روایت کردند: «کسی را نمی‌دیدیم، اما صدها گلوله بر ما می‌بارید.» نبرد طوالش با ریشه‌هایش در جنبش دهقانی و پیوندهایش با انجمن‌های انزلی و مجاهدین و نیز شیوه منحصر به فرد دفاع در جنگ‌های انبوه منطقه خزر، پیش‌درآمدی بر چیزی شد که بعدها به عنوان جنبش جنگل شناخته شد.

### شروع قیام

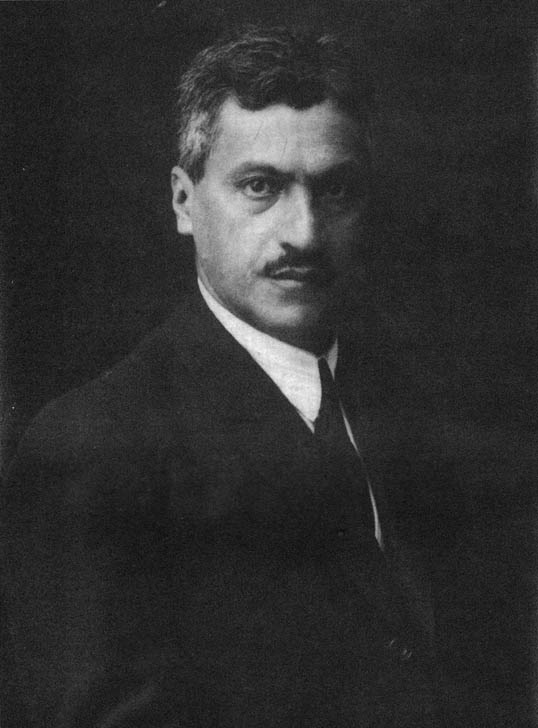
میرزا کریم خان رشتی

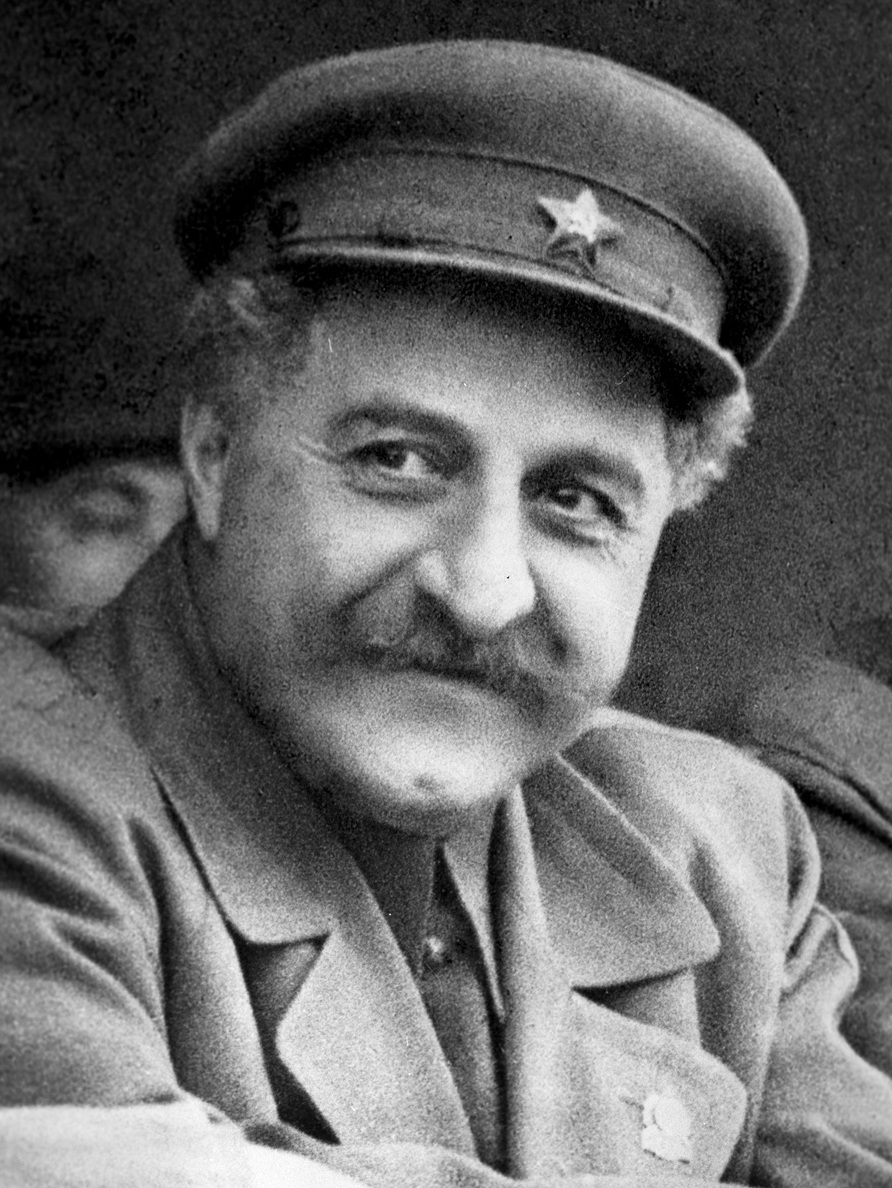
سرگو اردژینکیدزه

پاسخ انقلابیون گیلانی تقاضای کمک از باکو و تفلیس بود. مشروطه خواه جوان زمیندار میرزا کریم رشتی، از برادران کوچک سردار محیی معز السلطنه به قفقاز رفت. او بخش قابل توجهی از ثروت خود را مصروف خرید اسلحه و مواد منفجره و جذب انقلابیون ماوراقفقازی برای کمک به نبرد با دیکتاتوری نوتاسیس شده در ایران کرد. ورود مهمات و داوطلبان به گیلان در اواخر سال ۱۹۰۸ شروع شد و میرزا کریم خان در اوایل فوریه ۱۹۰۹ به رشت بازگشت. تفنگ‌ها و مهمات زیادی مصادره شد و شماری از انقلابیون شمالی هنگام تلاش برای ورود به این ایالت دستگیر شدند با این حال، در مجموع، شمار زیادی از گرجی‌ها، ارمنی‌ها و مسلمانان مخفیانه به رشت و انزلی راه پیدا کردند. سرگو اردژنیکیدزه بلشویک گرجی از مردان مشهوری بود که به گیلان رفتند. او دست راست استالین در باکو بود و ریاست گروهی متشکل از ۱۴۰ انقلابی را برعهده داشت، که ۴۰ نفرشان از گرجستان و ۱۰۰ نفرشان از باکو بودند. بقیه شامل یپرم خان ارمنی، که از اعضای شاخه ایرانی فدراسیون انقلابی ارمنی موسوم به داشناکسیون بود و فئودور پانوف آنارشیست بلغاری که خبرنگار روزنامه‌های روسی رچ و روسکو اسلوو بود می‌شدند. هر دو خود را انقلاب ممتاز کردند. ارامنه گیلان نقش مهمی در انقلاب مشروطه ایفا کردند و برای احیای مجلس سرباز فرستادند. گروه‌های گرجی عازم رشت ابتدا به باکو و سپس با اوراق جعلی از طریق دریا به گیلان سفر کردند و توسط انقلابیون محلی مخفیانه در خانه ای امن جا داده شدند. این نیروهای گرجی با سابقه جنگیدن در جنگ روسیه و ژاپن و انقلاب روسیه، باتجربه و مهلک بودند. آنها مهارت استفاده از بمب و نارنجک را با خود آوردند که در بسیاری از مقاطع سیر تحولات را به سود انقلابیون برگرداند. برخی از مشروطه‌خواهان گیلانی از طریق گریگور یقیکیان، سوسیال دمکرات و عضو حزب هنچاک با سوسیال دمکرات‌های روس ارتباط برقرار کردند.

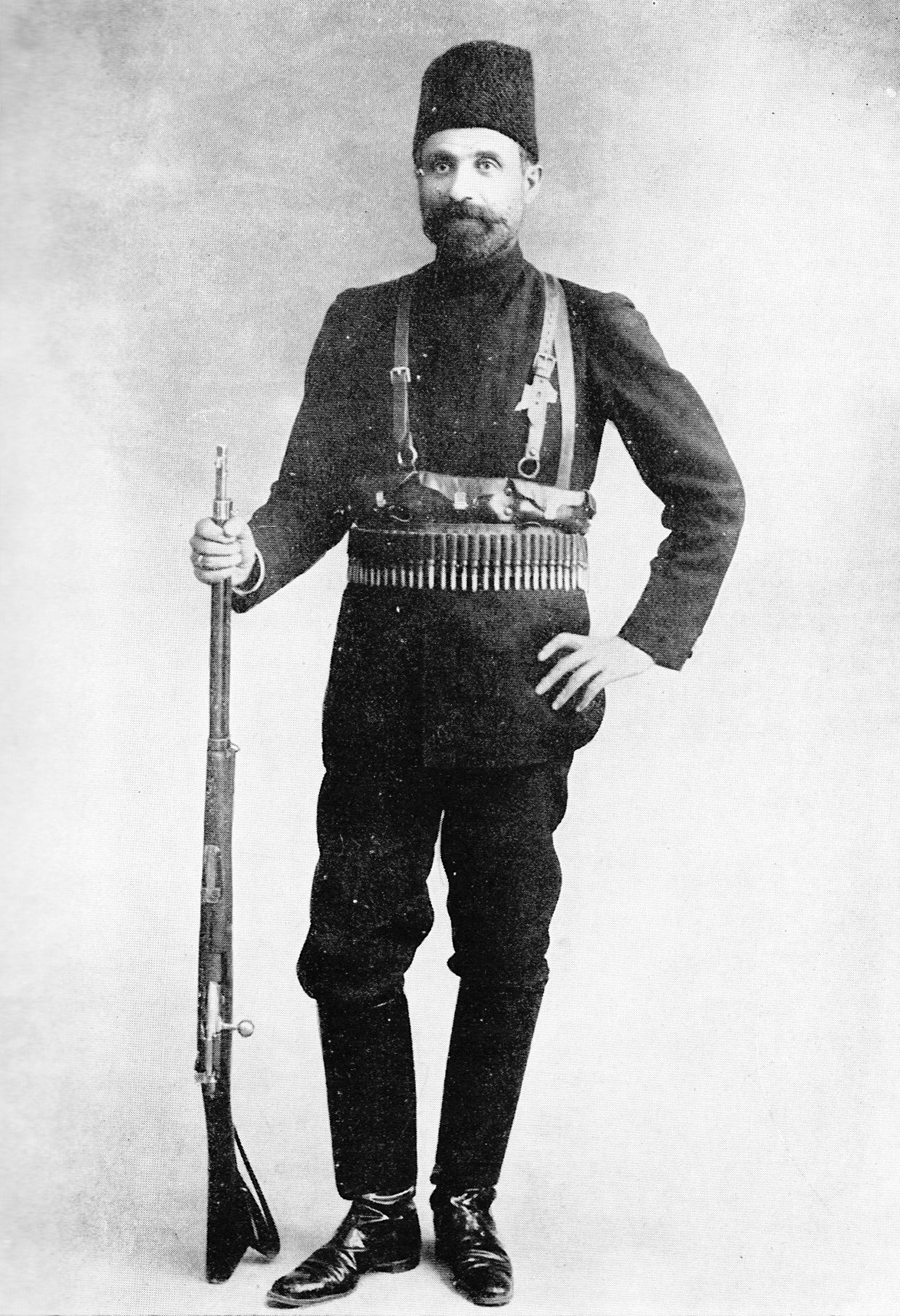
یپرم خان

در اوایل ۱۹۰۹، انقلابیون کمیته مخفی ستار خود را تشکیل دادند که به افتخار ستار خان نامگذاری شده بود. این کمیته شامل صنعتگران، روزنامه نگاران و اندکی از روشنفکران و چند زمیندار خرد بود. این کمیته تصمیم گرفت در دو گام اساسی انقلاب را دوباره شروع کند. اولی تسخیر رشت با زور به منظور تأسیس یک حکومت انقلابی در این شهر بود. کمیته مسئول ترور سردار افخم، حاکم رشت، در ۲۶ ژانویه به فرمان سردار محیی بود. در همان زمان، میرزا علی تربیت و میرزا حسین کسمایی به محل قزاق‌های قاجار حمله کردند و پس از چند ساعت آنان را تابع خود ساختند. متعاقباً پلیس و ژاندارم‌ها تسلیم انقلابیون شدند و دستگاه حکومتی به کنترل آنان درآمد. پس از سقوط رشت، بین ۱۵۰ و ۲۰۰ ضد مشروطه خواه در این شهر کشته شدند. سردار افخم، حاکم گیلان، از نخستین کسانی بود که پس از افتادن کنترل رشت به دست انقلابیون در نبردها با مجاهدین کشته شد. قیام در گیلان از ۱۶ محرم/۷ فوریه ۱۹۰۹ به رهبری سردار محیی، سه برادرش و علی محمد تربیت و نیز قفقازی‌ها که بیشترشان مبارزان آزادیخواه ارمنی داشناک بودند، آغاز شد. گام دوم سازماندهی ارتشی انقلابی در گیلان بود، که نیروی نظامی ای شد که نهایتاً به تهران رفت و شاه را با کمک بختیاری‌ها سرنگون کرد.

## پیشروی و فتح تهران

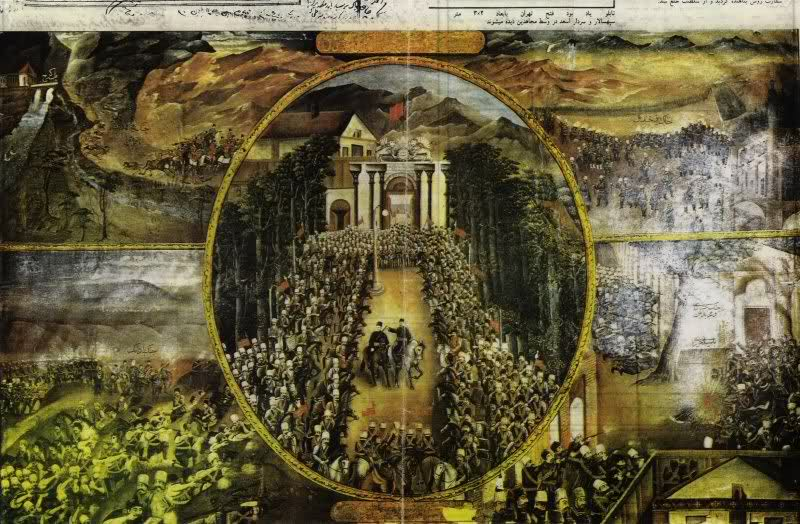
تابلوی «فاتحین تهران»، کاخ صاحبقرانیه

کمیته ستار نجیبزاده شمالی سپهدار اعظم که مالک بیشتر ایالت مجاور مازندران بود را به رشت دعوت کرد تا حکومت را بپذیرد. با این که سپهدار خود عضوی از نخبگان بود، تازه علیه شاه درآمده بود. شاه حکومت تنکابن که خانواده سپهدار ۲۰۰ سال در آن بودند را به شخص دیگری داده بود. سپهبدار با یک نیروی مسلح بزرگ رفت تا به انقلابیون بپیوندد و روس‌ها در نتیجه آن به باکو و جلفا سرباز اعزام کردند. برخی از این سربازان وارد گیلان شدند و شمار نگهبانان پیرامون کنسولگری روسیه افزایش یافت. به هر روی هیچ‌یک از تدابیر روسیه جلوی کار انقلابیون را نگرفت. آنان فوراً یک کمیسیون جنگ در رشت انتخاب کردند تا ارتش انقلابی را سازمان دهد. هر گروه قومی (گیلانیان، تبریزی‌ها، ارمنی‌ها، گرجی‌ها، مسلمانان ماوراقفقازی) نماینده ای برگزیدند. پانوف را به خاطر قابلیت‌های ویژه اش به عنوان یک انقلابی حرفه ای گنجاندند. جنگجویان رشت نخستین کسانی بودند که فراخوان پیشروی به تهران را دادند. به باور فریدون آدمیت، مجاهدین گیلانی تعیین‌کننده سیاست حرکت انقلابی بودند کمیسیون جنگ فوراً شروع به اعزام سرباز به قزوین کرد. از اولین مردان اعزام شده یپرم، سردار محیی و میرزا کوچک خان بودند که بعدها رهبر جنبش جنگل در گیلان شد. تا میانه ماه مارس، انقلابیون کنترل جاده قزوین را به استثنای ۶۰ کیلومتر آخر در دست گرفتند. تهران شروع به اعزام سرباز کرد و قزوین که در میانه رشت و پایتخت قرار داشت، تبدیل به رزمگاه اصلی شد.
انقلابیون بی درنگ حرکت به سوی تهران را با کمک و رهبری نامی سپهدار آغاز کردند، اما حرکت آنان آن طور که عموماً تصور می‌شود یا دوست داشتند باشد سریع نبود. رادیکال‌ها نه تنها نیاز داشتند زمین داران را رام کنند، از دشواری‌های مالی ای رنج می‌بردند که تلاش‌هایشان را کند می‌کرد. سپهدار سعی کرد با روس‌ها و بریتانیایی‌ها دیپلماتیک برخورد کند و مدعی میانه‌روی در انقلاب بود. متعاقباً او برای همه روشن کرد که از آنچه افراطی گری انقلابیون ماوراقفقازی که در ولایت محبوبیت بسیاری داشتند ناخرسند است. با این وجود بالای تقریباً هر خانه در رشت پرچم سرخ برافراشته بود و ارتش انقلابی هر روز قوی تر و مسلح تر می‌شد، چرا که داوطلبان بیشتری از گیلان و قفقاز به آن می‌پیوستند.
در ۵ مه، انقلابیون قزوین را با خونریزی کم تسخیر کردند. در تهران محمدعلی شاه عقب نشست و مشروطه را دوباره برقرار کرد. انقلابیون تا ۱۱ مه نزدیک تهران بودند و پیشروی شان حیرت بسیاری در دربار ایجاد کرد. ولی یک بار دیگر انقلاب با سرعت کمی حرکت می‌کرد، چرا که نیاز به جنبش‌های سازمان یافته تری با مقاومت تبریز و بختیاری‌ها بود. تنکابنی در پاسخ به نامه اعلام عفو از سوی شاه دستور داد قزوین را چراغانی کنند و سردار اسعد پیاده‌نظام بزرگ خود در اصفهان را منحل کرد. باور بر این بود که نیازی به جنگ بیشتر نیست.
دو ماه دیگر تا موفقیت ارتش انقلابی در تحقق هدف تسخیر پایتخت طول کشید. در ۸ ژوئن ۱۹۰۹، سپهدار به عنوان حاکم گیلان و مازندران منصوب شد. با قوت گرفتن مجدد انقلاب، او تقاضاهای خود را برای حکومت تهران ارسال کرد: سربازان روس و بریتانیایی باید از خاک ایران خارج شوند؛ انجمن‌های ولایتی وزرا را تا زمان انتخاب مجلس نامزد خواهد کرد؛ و انجمن‌های محلی حاکمان ولایتی را برخواهند گزید. اما زمانی برای پاسخ نبود، چرا که ارتش انقلابی در ۱۳ ژوئیه ۱۹۰۹ به تهران رسید و در میدان بهارستان وارد شهر شد. تنکابنی و فتح‌الله خان اکبر، سردار منصور، رهبری نیروهای گیلانی را بر عهده داشتند.جنگ چند روز تا تسخیر پایتخت ادامه یافت. در ۱۶ ژوئیه شاه در سفارت روسیه پناه گرفت. روز بعد، محمد علی شاه برکنار و پسر جوانش با عنوان احمد شاه جایگزین او شد. علاوه بر این یپرم خان که بی تردید بزرگ‌ترین رهبر نظامی مجاهدان گیلان بود، به عنوان رئیس پلیس تهران منصوب شد. مورگان شوستر یپرم را سر و شانه واقعی قشون رشت (گیلان) دانسته است.

## تبعات

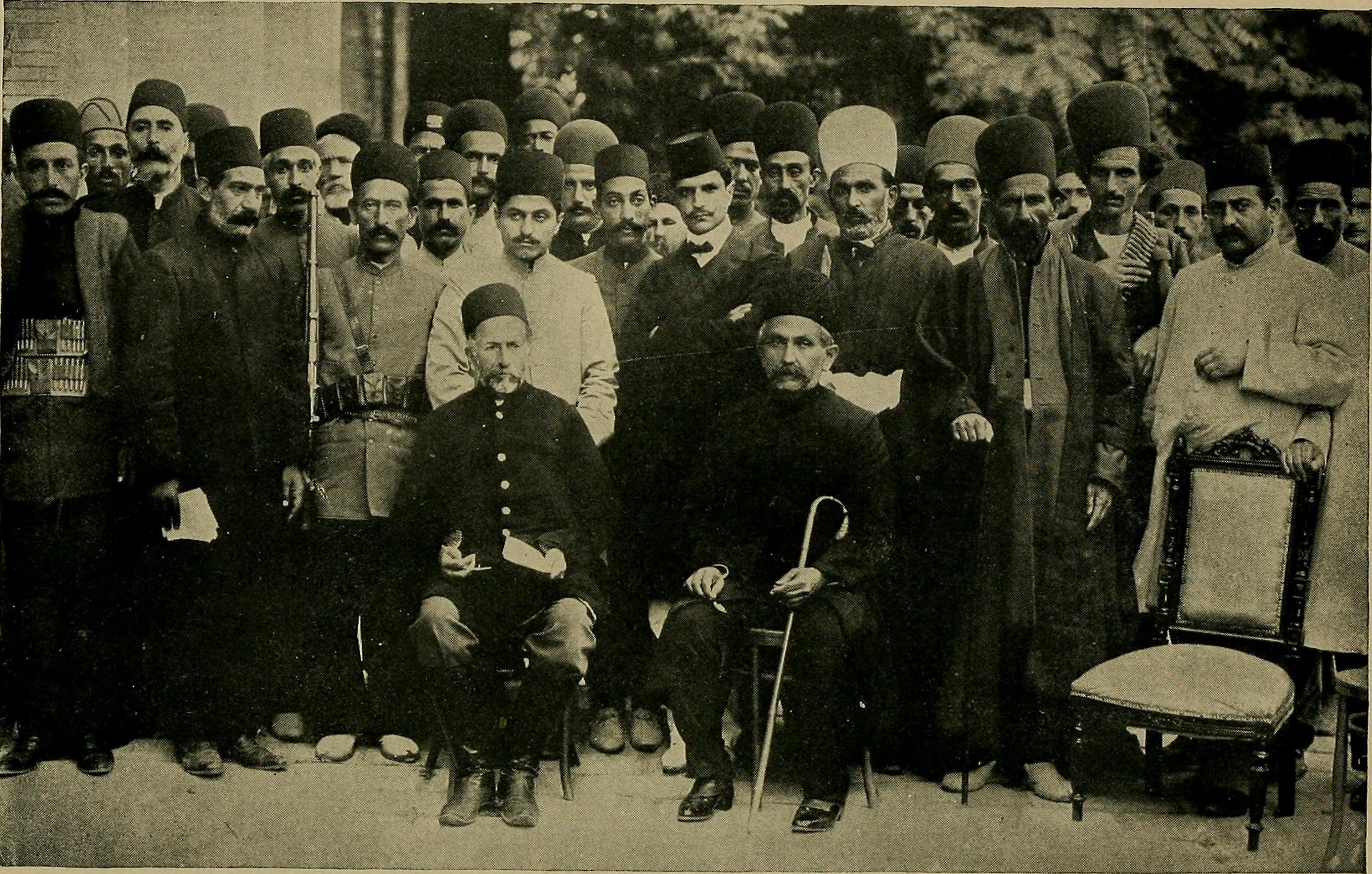
رهبران نیروهای ملی، سپهدار اعظم و سردار اسعد، تهران، تابستان ۱۹۰۹

در رشت، انجمن‌ها پس از کودتای انقلابی احیا شده بودند. اما مسایل جدیدی بروز کرد، با این که تلاش‌ها برای دموکراسی و رهایی دهقانی ادامه یافت. انقلابیون با کمک انجمن ولایتی، تلاش‌هایشان را برای اخاذی پول از اشراف و زمینداران برای تأمین مالی انقلاب ادامه دادند. شریعتمدار زمیندار و روحانی برجسته مجبور به پرداخت ۳۶٬۰۰۰ تومان شد تا کشته نشود، در حالی که ظل السلطان دیگر عضو نخبگان حاکم مجبور شد ۱۰۰٬۰۰۰ بپردازد. رابینو تخمین می‌زند که بین ۲۲۰٬۰۰۰ و ۳۵۰٬۰۰۰ تومان جمع‌آوری شد. به‌طور کلی، به نظر می‌رسد فعالیت‌های انجمن‌ها رادیکال تر شده باشد. اردژنیکیدزه باشگاه انترناسیونال را سازمان دهی کرد که بلشویک‌ها برایش ادبیات انقلابی تولید می‌کردند و جمعیت را تحریک می‌کرد. در اکتبر ۱۹۰۹، انقلابیون تظاهرات بزرگی در سالگرد مرگ یک رادیکال اسپانیایی برگزار کردند.
به نظر می‌رسد محبوبیت پرچم سرخ زنگ خطر را برای مقامات روس به‌طور بی‌سابقه ای به صدا درآورد. کشتی‌های نیروی دریایی روسیه در ۷ ژوئیه ۱۹۰۹ با ۲۰۰۰ مرد در انزلی لنگر انداختند. تا زمان فتح تهران به دست مشروطه خواهان، ۳۰۰۰ سرباز روس از مرز ایران گذشتند و شمال ایران از آذربایجان، تا گیلان و شمال خراسان را اشغال کردند و تا قزوین پیش رفتند. با این که انجمن ولایتی اعتراض شدیدی کرد، تنها موقتاً توانست از ورود سربازان و قزاق‌های روس جلوگیری کند. با این حال، تهدید روسیه نسبت به انقلاب به انجمن ولایتی اجازه داد دست بالا را در رقابت با مجاهدین و انجمن‌های رادیکال صنعتگران پیدا کند. در اواخر ژوئیه، گزارش شده ۸۰۰۰ نفر در میتینگی در رشت شرکت کرده‌اند و میتینگ مشابهی در انزلی به وقوع پیوست. مردم جمع شدند تا بحث کنند و علیه ورود سربازان روس اعتراض کنند، در حالی که حاجی میرزا محمدرضا، رهبر انجمن ولایتی، بر جنبش شهری سیطره داشت. مردم به این نتیجه رسیدند که یک اعتصاب عمومی، تعطیلی بازار و تحریم کالاهای روسی راه حل است. رسماً روسها تلاش داشتند که راه را از رشت به تهران باز نگه دارند و منافع روسیه در منطقه را حفظ کنند. اما انقلابیون سریعتر بودند و تهران را پیش از ارتش روسیه گرفتند.
پس از برقراری مجدد مشروطیت در تهران، وضعیت دهقانان و انجمن‌های رادیکال تغییر نکرد. حکومت جدید مشروطه مجاهدین و فدائیان را خلع سلاح کرد و بیشتر انقلابیون ماوراقفقازی، شاید به استثنای ارمنی‌هایی که در تهران پیرامون یپرم خان جمع شده بودند، به کشورهای خود بازگشتند. تهران حاکمی پس از حاکم دیگر به رشت فرستاد و ژاندارم‌هایی اعزام کرد تا مالیات‌ها را در روستاها جمع‌آوری کنند تا این که روس‌ها در اواخر ۱۹۱۱ انقلاب را سرکوب کردند.
در ژوئیه و اوت ۱۹۱۱، وقتی شاه مخلوع سعی کرد به ایران بازگردد و حکومت جدید را ساقط کند، ناآرامی اندکی در رشت بروز کرد. مقاومت علیه محمدعلی شاه در تهران سازمان یافته بود. با این وجود نکراسوف کنسول روسیه و مقامات نظامی روس سعی داشتند به همان شیوه که در تبریز در انقلاب خرابکاری کرده بودند، در گیلان نیز این کار را انجام دهند، که تلاشی کلی در جهت کنترل روسیه بر ولایات شمالی بود. آنها شروع به تضعیف نهادهای گوناگون در این ولایت کردند. حاکم در برابر روس‌ها مقاومت کرد و انجمن ولایتی تلگرام‌های متعددی به تهران فرستاد، گرچه این تلاشها بی ثمر بود. خرابکاری تزاری تا دسامبر ۱۹۱۱ که حکومت روسیه اولتیماتوم معروف خود را به حکومت ایران فرستاد ادامه یافت و روسیه گیلان اشغال کرد. در گیلان، مقامات روس آشکارا همگی نهادها را برای تصاحب قدرت سرکوب کردند. ولی مردم گیلان در پاسخ به اولتیماتوم بازار را تعطیل کردند و کالاهای روسی را تحریم کردند، گرچه این همیشه به نفع تجار نبود. تجمعاتی در میتینگ‌های بزرگ سیاسی در محل انجمن‌های ولایتی شکل گرفت و اعتصاب سراسری ای انجام شد. روسها با خشونت اعتصاب را پایان دادند. آنان تجار را مجبور کردند دکان‌های خود بگشایند، انجمن‌ها را تعطیل کردند، مشروطه خواهان متعددی را بازداشت کردند و تجسس خانه به خانه در شهرها را شروع کردند. روسیه پس از سرکوب انقلاب مشروطه، ۱۷٬۵۰۰ سرباز در شمال ایران مستقر کرد که در سال ۱۹۱۴ برای تقویت جبهه قفقاز آنها را تخلیه کرد.
آنچه در مورد اقدامات روسیه شایان توجه است این است که آنان به جامعه ایران در کلیت آن حمله کردند، شماری از مشروطه طلبان، کنشگران سیاسی و تجار را به دار آویختند. آنان نه تنها دهقانان و انجمن‌ها را سرکوب کردند ولی تلاش کردند حاکم انزلی را بکشند، زمینداران را دستگیر کنند و سربازان و پلیس‌ها را خلع سلاح کردند و کشتند. این‌ها فرایندی را به حرکت درآورد که ایرانیان را علیه مداخله خارجی متحد کرد و به یک کشمکش مسلحانه انجامید. در آغاز جنگ جهانی اول کلید خورد و پس از جنگ به صورت نوعی از ملی‌گرایی ظهور کرد. جنبش ضد امپریالیستی جنگل در سال ۱۹۱۵ در گیلان زبانه کشید و تا سال ۱۹۲۱ ادامه یافت.این جنبش سعی در احیای اصول انقلاب مشروطه داشت. در نزدیکی پایان آن رضا خان از بریگادرهای قزاق قاجاری کودتایی را رهبری کرد و قدرت را در پایتخت به چنگ آورد.